# Delta Bowl
Le Delta Bowl était un match annuel d'après saison régulière de football américain de niveau universitaire.
Il avait lieu au Crump Stadium à Memphis dans le Tennessee. 
Les matchs n'eurent lieu qu'en 1948 et 1949. 

## Palmarès
| Dates            | Vainqueurs                    | Scores | Perdants               | Lieux              | Assistances | Conférences                           |
| ---------------- | ----------------------------- | ------ | ---------------------- | ------------------ | ----------- | ------------------------------------- |
| 1er janvier 1948 | Mississippi "Ole Miss" Tigers | 13-9   | TCU Horned Frogs       | Memphis, Tennessee | 15 069      | SEC - SWC                             |
| 1er janvier 1949 | #17 Tribe de William & Mary   | 20-0   | Oklahoma State Cowboys | Memphis, Tennessee | 28 120      | Southern - Missouri Valley Conference |

## Historique

### Bowl de 1948
Le champion de la SEC, Mississippi termine la saison régulière avec un bilan de 8 victoires pour 2 défaites en saison régulière. Ils rencontrent l'équipe de Texas Christian qui termine sa saison régulière sur un bilan de 4 victoires, pour 4 défaites et 2 nuls. L'équipe des Horned Frogs de TCU est solide. Ils ont fait nul contre le champion de la Southern Conference ainsi que contre celui de la Big Seven Conference.
Enmenés par leur quaterback Charlie Conerly, les Rebels d'Ole Miss l'emportent néanmoins grâce à deux touchdowns dans le dernier quart-temps.

### Bowl de 1949
Avant le début de la saison régulière 1949, les organisateurs du bowl avaient signé un contrat avec l'université de Tulsa pour qu'elle participe d'office au bowl de 1949. Malheureusement, la saison débuta très mal pour Tulsa avec un bilan de 8 défaites en autant de matchs. 
Tulsa fut finalement remplacée par les Tribe de l'université de William & Mary qui affichait un bilan en saison régulière de 7 victoires, 2 nuls et 2 défaites. Cette équipe avait été classée 17e au classement de l'Associated Press (AP Poll).
Lors du bowl, ils gagneront contre l'équipe de d'Oklahoma State qui affichait au bilan de 6 victoires pour 4 défaites en saison réguière.
Les supporters locaux n'affichaient que trop peu d'enthousiasme pour aller voir jouer des équipes venant d'assez loin surtout lorsque les conditions météorologiques (saison froide et pluvieuse) n'incitaient pas à se déplacer au stade. Il n'y eut donc pas de troisième édition.